# Roberto Trashorras
Roberto Trashorras Gayoso (* 28. února, 1981 Rábade, Lugo, Španělsko) je španělský fotbalový záložník a bývalý mládežnický reprezentant, v současnosti hráč klubu Rayo Vallecano.